# Partecipanti alla Vuelta a Andalucía 2025
Elenco dei partecipanti alla Vuelta a Andalucía 2025.
La Vuelta a Andalucía 2025 è stata la settantunesima edizione della corsa. Alla competizione presero parte 17 squadre: 6 con licenza UCI World Tour 2025, 10 UCI ProTeam e 1 UCI Continental Team.
Partenza con 115 ciclisti accreditati.

## Corridori per squadra
Nota: R ritirato, NP non partito, FT fuori tempo, SQ squalificato
| UAE Team Emirates XRG  | UAE Team Emirates XRG  | UAE Team Emirates XRG  | Decathlon AG2R La Mondiale | Decathlon AG2R La Mondiale | Decathlon AG2R La Mondiale | Movistar Team           | Movistar Team           | Movistar Team           |
| ---------------------- | ---------------------- | ---------------------- | -------------------------- | -------------------------- | -------------------------- | ----------------------- | ----------------------- | ----------------------- |
| N°                     | Ciclista               | Clas.                  | N°                         | Ciclista                   | Clas.                      | N°                      | Ciclista                | Clas.                   |
| 1                      | Igor Arrieta           | 19°                    | 11                         | Clément Berthet            | 2°                         | 21                      | Enric Mas               | 18°                     |
| 2                      | Julius Johansen        | 72°                    | 12                         | Stan Dewulf                | 54°                        | 22                      | Nairo Quintana          | NP 4ª                   |
| 3                      | Vegard S. Laengen      | NP 1ª                  | 13                         | Jordan Labrosse            | 26°                        | 23                      | Gregor Mühlberger       | NP 4ª                   |
| 4                      | Pavel Sivakov          | 1°                     | 14                         | Oliver Naesen              | 46°                        | 24                      | Gonzalo Serrano         | NP 2ª                   |
| 5                      | Marc Soler             | 7°                     | 15                         | Nicolas Prodhomme          | 10°                        | 25                      | Ruben Guerreiro         | NP 3ª                   |
| 6                      | Pablo Torres           | R 5ª                   | 16                         | Callum Scotson             | 17°                        | 26                      | Jorge Arcas             | 47°                     |
| 7                      | Tim Wellens            | 5°                     | 17                         | Johan. Staune-Mittet       | 8°                         | 27                      | Jon Barrenetxea         | 39°                     |
| Team Jayco AlUla       | Team Jayco AlUla       | Team Jayco AlUla       | Ineos Grenadiers           | Ineos Grenadiers           | Ineos Grenadiers           | Red Bull-Bora-Hansgrohe | Red Bull-Bora-Hansgrohe | Red Bull-Bora-Hansgrohe |
| N°                     | Ciclista               | Clas.                  | N°                         | Ciclista                   | Clas.                      | N°                      | Ciclista                | Clas.                   |
| 31                     | Welay Berhe            | 31°                    | 41                         | Andrew August              | NP 1ª                      | 51                      | Alexander Hajek         | NP 5ª                   |
| 32                     | Paul Double            | 25°                    | 42                         | Omar Fraile                | 53°                        | 52                      | Emil Herzog             | 74°                     |
| 33                     | Anders Foldager        | 40°                    | 43                         | Brandon Rivera             | NP 4ª                      | 53                      | Lennart Jasch           | NP 4ª                   |
| 35                     | Alan Hatherly          | NP 4ª                  | 44                         | Ben Turner                 | 32°                        | 54                      | Luke Tuckwell           | R 4ª                    |
| 36                     | Chris Juul Jensen      | 38°                    | 45                         | Axel Laurance              | 33°                        | 55                      | Maxim Van Gils          | 4°                      |
| 37                     | Jasha Sütterlin        | 55°                    | 47                         | Connor Swift               | 24°                        | 56                      | Giovanni Aleotti        | 13°                     |
| Q36.5 Pro Cycling Team | Q36.5 Pro Cycling Team | Q36.5 Pro Cycling Team | TotalEnergies              | TotalEnergies              | TotalEnergies              | Unibet Tietema Rockets  | Unibet Tietema Rockets  | Unibet Tietema Rockets  |
| N°                     | Ciclista               | Clas.                  | N°                         | Ciclista                   | Clas.                      | N°                      | Ciclista                | Clas.                   |
| 61                     | Frederik Frison        | 58°                    | 71                         | Steff Cras                 | 6°                         | 81                      | Adam Ťoupalík           | 51°                     |
| 62                     | David Gonzalez         | 63°                    | 72                         | Florian Dauphin            | 73°                        | 82                      | Andreas Stokbro         | 50°                     |
| 63                     | Gianluca Brambilla     | 48°                    | 73                         | Thomas Gachignard          | 11°                        | 84                      | Cedrik Christophersen   | NP 4ª                   |
| 64                     | Emīls Liepiņš          | NP 5ª                  | 74                         | Alan Jousseaume            | 36°                        | 85                      | Giovanni Carboni        | 15°                     |
| 65                     | Thomas Pidcock         | 3°                     | 75                         | Pierre Latour              | R 5ª                       | 86                      | Sebastian Nielsen       | R 2ª                    |
| 66                     | Nickolas Zukowsky      | 42°                    | 76                         | Nicola Marcerou            | R 5ª                       | 87                      | Zeb Kyffin              | 62°                     |
| 67                     | Damien Howson          | NP 4ª                  | 77                         | Geoffrey Soupe             | 68°                        |                         |                         |                         |
| Caja Rural-Seguros RGA | Caja Rural-Seguros RGA | Caja Rural-Seguros RGA | Equipo Kern Pharma         | Equipo Kern Pharma         | Equipo Kern Pharma         | Uno-X Mobility          | Uno-X Mobility          | Uno-X Mobility          |
| N°                     | Ciclista               | Clas.                  | N°                         | Ciclista                   | Clas.                      | N°                      | Ciclista                | Clas.                   |
| 91                     | Fernando Barceló       | 70°                    | 101                        | Iván Sosa                  | 60°                        | 111                     | Markus Hoelgaard        | 9°                      |
| 92                     | Sergi Darder           | 69°                    | 102                        | Pablo Carrascosa           | R 1ª                       | 112                     | Ådne Holter             | R 5ª                    |
| 93                     | Joseba López           | R 5ª                   | 103                        | Nil Gimeno                 | 52°                        | 113                     | William Blume Levy      | R 5ª                    |
| 94                     | Joel Nicolau           | R 5ª                   | 104                        | Jorge Gutiérrez            | NP 2ª                      | 114                     | Andreas Leknessund      | 21°                     |
| 95                     | Tomas Silva            | 23°                    | 105                        | Unai Iribar                | 30°                        | 115                     | Anders Johannessen      | 14°                     |
| 96                     | Sebastian Berwick      | 49°                    | 106                        | José Félix Parra           | 20°                        | 116                     | Tobias Johannessen      | 16°                     |
| 97                     | Jaume Guardeño         | 43°                    | 107                        | Diego Uriarte              | 67°                        | 117                     | Alexander Kristoff      | R 5ª                    |
| Team Flanders-Baloise  | Team Flanders-Baloise  | Team Flanders-Baloise  | Euskaltel-Euskadi          | Euskaltel-Euskadi          | Euskaltel-Euskadi          | Burgos-Burpellet-BH     | Burgos-Burpellet-BH     | Burgos-Burpellet-BH     |
| N°                     | Ciclista               | Clas.                  | N°                         | Ciclista                   | Clas.                      | N°                      | Ciclista                | Clas.                   |
| 121                    | Toon Clynhens          | NP 5ª                  | 131                        | David Dekker               | R 4ª                       | 141                     | José Manuel Díaz        | 12°                     |
| 122                    | Alex Colman            | 57°                    | 132                        | Gotzon Martín              | 45°                        | 142                     | Clément Alleno          | 56°                     |
| 123                    | Siebe Deweirdt         | 41°                    | 133                        | Jordi López                | 71°                        | 143                     | David Martín            | R 5ª                    |
| 124                    | Milan Lanhove          | 44°                    | 134                        | Danny van der Tuuk         | 65°                        | 144                     | Ander Okamika           | 28°                     |
| 125                    | Elias Maris            | NP 4ª                  | 135                        | Víctor de la Parte         | R 1ª                       | 145                     | Mario Aparicio          | 35°                     |
| 126                    | Vincent Van Hemelen    | R 3ª                   | 136                        | Louis Sutton               | 61°                        | 146                     | Carlos García Pierna    | 29°                     |
| 127                    | Dylan Vandenstorme     | NP 5ª                  | 137                        | Iker Mintegi               | 27°                        | 147                     | David Delgado           | 64°                     |
| Wagner Bazin WB        | Wagner Bazin WB        | Wagner Bazin WB        | Petrolike                  | Petrolike                  | Petrolike                  |                         |                         |                         |
| N°                     | Ciclista               | Clas.                  | N°                         | Ciclista                   | Clas.                      |                         |                         |                         |
| 151                    | Jocelyn Baguelin       | NP 5ª                  | 161                        | Jonathan Caicedo           | 66°                        |                         |                         |                         |
| 152                    | Floris De Tier         | 22°                    | 162                        | Alejandro Callejas         | 37°                        |                         |                         |                         |
| 153                    | Michiel Lambrecht      | R 5ª                   | 163                        | Lorenzo Peschi             | R 4ª                       |                         |                         |                         |
| 154                    | Davide Persico         | R 2ª                   | 164                        | Carlos Alfonso García      | R 4ª                       |                         |                         |                         |
| 155                    | L. Van Hautegem        | 34°                    | 165                        | Lorenzo Galimberti         | R 5ª                       |                         |                         |                         |
| 156                    | Jelle Vermoote         | R 5ª                   | 166                        | Andrij Ponomar             | R 5ª                       |                         |                         |                         |
| 157                    | Victor Papon           | R 5ª                   | 167                        | Cesar Macias               | 59°                        |                         |                         |                         |